# Lucius Frederick Hubbard
Lucius Frederick Hubbard (Troy, 26 gennaio 1836 – Minneapolis, 5 febbraio 1913) è stato un politico statunitense. È stato il 9º governatore del Minnesota. Era repubblicano.

## Biografia
Nato nel 1836 nello Stato di New York, divenne orfano all'età di 10 anni. A 21 anni si trasferì a Red Wing dove fu editore e redattore del Red Wing Republican, sul quale promosse le sue forti opinioni politiche.
Durante la guerra civile americana, Hubbard entrò nell'esercito dell'Unione nel 1861 come soldato semplice nel 5th Minnesota Volunteer Infantry. Prese parte all'assedio di Corinto, l'assedio di Vicksburg, la battaglia di Nashville e la battaglia di Fort Blakely. Fu fatto generale di brigata il 16 dicembre 1864 per i suoi servizi a Nashville. Dopo la fine della guerra, Hubbard tornò a Red Wing, dove vinse le elezioni al Senato del Minnesota, completando il suo secondo mandato nel 1875.
Hubbard sollecitò con forza l'intervento del governo in materia di sanità pubblica, organizzazioni di beneficenza, ferrovie, agricoltura e commercio. Il suo secondo mandato durò tre anni, in base ad una modifica di stato costituzionale.
Nel 1887 Hubbard rilevò le attività di un'altra ferrovia. Quando l'America dichiarò guerra contro la Spagna nel 1898, il Presidente William McKinley chiamò il sessantaduenne generale di brigata dei volontari e gli chiese di controllare un posto militare in Florida. Due anni più tardi, Hubbard si trasferì a Saint Paul e poi a Minneapolis, dove morì a 77 anni.
La Contea di Hubbard nel Minnesota è così chiamata in suo onore.